# Boja acadèmia de policia 2: La primera missió
Boja acadèmia de policia 2: La primera missió (títol original en anglès: Police Academy: Their First Assignment) és una pel·lícula de comèdia de l'any 1985, dirigida per Jerry Paris. Va ser la primera seqüela de Boja acadèmia de policia.
La majoria dels actors que van participar en la primera pel·lícula van reapareixen en aquesta nova entrega. Com a novetat en el repartiment, Howard Hesseman interpreta a Pete Lassard (germà del Cte. Eric Lassard), Bobcat Goldthwait com a Zed, Art Metrano, Peter Van Norden i Colleen Camp entre d'altres.
Aquesta pel·lícula ha estat doblada al català i emesa per primera vegada a TV3 el 20 de febrer de 1996.

## Repartiment
| Intèrpret           | Personatge              | Veu en català        |
| ------------------- | ----------------------- | -------------------- |
| Steve Guttenberg    | Carey Mahoney           | Eduard Farelo        |
| Michael Winslow     | Larvell Jones           | Jordi Royo           |
| David Graf          | Eugene Tackleberry      | Pepe Ribas           |
| Bubba Smith         | Moses Hightower         | Enric Serra Frediani |
| Marion Ramsey       | Laverne Hooks           | Carme Capdet         |
| Bruce Mahler        | Douglas Fackler         | Domènech Farell      |
| George Gaynes       | Cte. Eric Lassard       | Ramon Puig           |
| George R. Robertson | Jefe Henry Hurst        | Fèlix Benito         |
| Howard Hesseman     | Pete Lassard            | Eduard Elias         |
| Art Metrano         | Tte Mauser              | Jaume Villanueva     |
| Lance Kinsey        | Proctor                 | Jordi Hurtado        |
| Colleen Camp        | Kathleen Kirkland       | Montse Puga          |
| Peter Van Norden    | Vinnie Schtulman        | Santi Lorenz         |
| Bobcat Goldthwait   | Zed                     | Germán José          |
| Jennifer Darling    | Alcaldesa Mary Sue Beal | Ana Maria Camps      |
| Andrew Paris        | Bud Kirkland            | Enric Hernández      |
| Bert Williams       | Cambrer                 | Ferran Llavina       |
| G. W. Bailey        | convidat al casament    | desconeguda          |

## Recepció
La pel·lícula va ser l'onzena producció més taquillera de l'any, va recaptar en les taquilles nord-americanes fins a 55.600.000 dòlars en els prop de 1.613 cinemes on es va emetre. Va estar competint amb altres produccions com: Back to the Future, Rambo: First Blood Part II i Els Goonies. Pel que fa a vendes, es van recaptar 27.200.00 dòlars després de la publicació en VHS.
La pel·lícula va tenir un èxit satisfactori a Europa, recaptant a Espanya la xifra de 2.980.000 euros de l'època i aconseguint els 1,8 milions d'entrades venudes, el que vindria a equivaler a uns 10 milions d'euros actuals.